# باطن‌گرایی غربی
درون‌گرایی غربی یا باطن‌گرایی غربی (به انگلیسی: esoterism)، علوم اسرار یا سنت رمز و راز غربی، یک اصطلاح دانشمندان استفاده برای طبقه‌بندی طیف گسترده‌ای از ایده‌ها و جنبش‌های آزادانه مربوط که در جامعه غربی توسعه یافته‌است. این ایده‌ها و جریان‌ها با هم متحد هستند زیرا تا حد زیادی هم از دین ارتدکس یهودی-مسیحی و هم از عقل‌گرایی روشنگری متمایز هستند. باطن‌گرایی اشکال مختلف فلسفه، دین، شبه علم، هنر، ادبیات و موسیقی غرب را فرا گرفته‌است. - و همچنان بر ایده‌های فکری و فرهنگ عامه تأثیر می‌گذارد.
ایده گروه‌بندی طیف وسیعی از سنت‌ها و فلسفه‌های غربی تحت عنوان باطنی گرایی در اواخر قرن هفدهم در اروپا شکل گرفت. دانشگاهیان مختلف تعاریف مختلفی از باطنی گرایی غربی را مورد بحث قرار داده‌اند. یک دیدگاه تعریفی را از خود مکاتب فکری باطنی گرایی خاص اتخاذ می‌کند و «باطنی گرایی» را به عنوان یک سنت درونی پنهان دائمی تلقی می‌کند. دیدگاه دوم، باطنی گرایی را دسته ای از جنبش‌ها می‌داند که در مواجهه با افسون زدگی فزاینده، جهان بینی «طلسم شده» را در بر می‌گیرند. سومین باطن گرایی غربی را دربرگیرنده همه «دانش مردود» فرهنگ غربی می‌دانند که نه توسط نهاد علمی و نه مقامات مذهبی ارتدکس پذیرفته شده‌است.
قدیمی‌ترین سنت‌هایی که تحلیل‌های بعدی آن‌ها را شکل‌هایی از باطن‌گرایی غربی نامیدند، در مدیترانه شرقی در دوران باستان متأخر ظهور کردند، جایی که هرمتیک، گنوستیک و نوافلاطونیسم به‌عنوان مکتب‌های فکری متمایز از آنچه به جریان اصلی مسیحیت تبدیل شد، توسعه یافتند. اروپای رنسانس به بسیاری از این ایده‌های قدیمی‌تر علاقه فزاینده‌ای داشت، با روشنفکران مختلف که فلسفه‌های «بت‌پرستان» را با فلسفه کابالا و مسیحیت ترکیب کردند، که منجر به ظهور جنبش‌های باطنی مانند تئوسوفی مسیحی شد.. قرن هفدهم شاهد توسعه جوامع آغازگر بود که به دانش باطنی مانند روزی صلیبی و فراماسونری اظهار داشتند، در حالی که عصر روشنگری قرن هجدهم به توسعه اشکال جدیدی از تفکر باطنی منجر شد. قرن نوزدهم شاهد ظهور گرایش‌های جدیدی از تفکر باطنی بود که امروزه به عنوان غیبت گرایی شناخته می‌شود. گروه‌های برجسته در این قرن شامل انجمن تئوسوفی و فرقه هرمتیک طلوع طلایی بودند. همچنین در این رابطه «علم معنوی» مارتینوس مهم است. بت‌پرستی مدرن در غیبت گرایی توسعه یافته و شامل جنبش‌های مذهبی مانند ویکا می‌شود. ایده‌های باطنی در ضد فرهنگ دهه ۱۹۶۰ و گرایش‌های فرهنگی بعدی نفوذ کرد، که به پدیده عصر جدید در دهه ۱۹۷۰ منجر شد.
این ایده که این جنبش‌های متفاوت را می‌توان با هم تحت عنوان «باطنی‌گرایی غربی» دسته‌بندی کرد، در اواخر قرن هجدهم شکل گرفت، اما این جریان‌های باطنی عمدتاً به عنوان موضوع تحقیق دانشگاهی نادیده گرفته شدند. مطالعه علمی از باطنی غربی تنها در اواخر قرن بیستم پدید آمده‌است، پیشگام دانشمندان مانند فرانسیس یاتس و آنتوان Faivre. ایده‌های باطنی در عین حال در فرهنگ عامه نیز تأثیر گذاشته و در هنر، ادبیات، فیلم و موسیقی ظاهر شده‌اند.